# 은거당 터
은거당 터는 대한민국 경기도 연천군 왕징면 강서리에 있다. 2012년 4월 20일 연천군의 향토문화재 제14호로 지정되었다.

## 개요
은거당(恩居堂)은 조선 19대 임금 숙종대왕으로부터 미수 허목(眉叟 許穆, 1595~1682)이 숙종 4년(1678)에 하사받은 집의 이름이다.
평생을 청빈하고 곧은 삶을 살았던 미수(眉叟) 허목(許穆)은 숙종대왕의 만류에도 불구하고 벼슬을 버린 후, 옛 집(경기도 연천군 왕징면 강서리 798번지)으로 돌아와 자연을 벗 삼으며 후진 양성과 저술 활동을 주로 했는데, 이 옛 집은 오래전 화재로 인해 지붕이 주저앉아, 방 안으로 들어가서도 허리를 제대로 펴고 서 있기 힘든 집이었다. 이러한 가운데, 동네 사람들이 우의정을 역임한 미수공에게 집을 새로 지을 것을 여러번 말하며 도움을 주겠다고 했으나, 미수공은 "내가 누워서 잠 잘 곳이 있고, 또 내 마음이 편하면 되지 새로이 집은 지어서 무엇하느냐"고 동네 사람들의 청을 거절했다.
이러한 가운데, 숙종대왕의 근시(近侍, 임금을 가까이서 모시던 신하, 승지 등)가 허목(許穆)을 중앙으로 다시 부르기 위한 숙종대왕의 편지, 또는 여러 가지 국정에 대한 자문을 청하는 편지 등을 들고 이 허름한 집을 들락거리다가, 미수공이 기거하는 구루암(동네 사람들이 허리를 펼 수 없는 곳이라 하여 구루암이라 불렀다)에 대한 내용이 숙종대왕의 귀에 들어갔다. 이러한 내용을 들은 숙종대왕은 크게 놀라며 허목(許穆)의 노년을 위해 집 지어줄 것을 명했다. 그러나 , 허목(許穆)은 중국 춘추시대 때, 관중(管仲)과 함께 훌륭한 재상으로 이름을 떨쳤던 안영(晏嬰)의 이야기를 인용하며, 숙종대왕에게 "집 지어주라"는 어명을 거두어 달라는 상소를 다섯 차례에 걸쳐 올렸으나, 숙종대왕은 허목(許穆)의 간청을 받아들이지 않고 단호한 어명으로 마침내 집을 지어주게 했다.
은거당은 10칸 규모의 가옥으로 미수공이 기거하며 저술 활동과 책을 읽던 공간이다. 은거당의 뒤쪽으로는 1년 내내 푸른 색의 10가지 나무를 볼 수 있는 "십청원", 앞쪽으로는 단일목으로 자란 큰 회양목을 중심으로 꼬불 꼬불 꼬이고 구멍이 뚤린 괴석들을 주역의 8진법 등을 사용하여 위치시켜 놓은 "괴석원" 이 자리하고 있었으며, 오른편으로는 안채, 왼편 뒤쪽으로는 별묘, 그리고 안채와 별묘 바깥쪽으로 행랑채 7채가 각각 독립하여 은거당을 중심으로 따로 위치해 있었다. "십청원"은 10가지 푸른색의 나무만 있었던 것이 아니라, 중국의 시인 도연명(陶淵明)이 쓴 도화원기(桃花源記)에 나오는 무릉도원(武陵桃源) 처럼, 여러 종류의 크고 작은 기이한 바위와 나무들이 함께 어우러진 크고 멋진 정원이었다. 특히, 정원 주위에 옅은 안개가 낀 날은 신선의 세계를 연상케 했다 한다. "십청원"과 "괴석원", 안채, 별묘 등과 함께 은거당이 위치했던 이곳의 대지는 약 9,800m² (약 2천9백7십평)에 이른다.
숙종대왕이 하사한 집의 이름, 은거당(恩居堂)은 허목(許穆)이 숙종대왕의 어명을 거절하지 못한 결과로 지어진 집을 세상 사람들이 부르는 말이다. 숙종대왕의 어명을 더 이상 거절하지 못하게 된 허목(許穆)은 결국 숙종대왕에게, 집을 짓되 농번기를 피하여 추수가 끝난 후에 집을 지을 수 있게 해달라는 청을 하여 숙종대왕으로부터 윤허를 받아내었고, 집이 다 지어진 후에는, "늙은 신하가 임금의 은혜로서 살아간다"라는 "수고은거(壽考恩居)"를 허목(許穆)의 그 유명한 미수체로 써서 편액으로 걸었다. 사람들은 이후, 이 집을 "은거당(恩居堂)"이라 부르기 시작했는데, "은거당(恩居堂)"은 현재 허목(許穆)의 종손가를 지칭하는 말로 사용되고 있다. 조선시대 500년 동안 임금으로부터 집을 하사 받은 신하는 세종대왕 때 영의정을 지낸 방촌(厖村) 황희(黃喜) 정승, 광해군, 인조 때, 영의정을 지낸 오리(梧里) 이원익(李元翼) 정승, 그리고 우의정을 지낸 미수(眉叟) 허목(許穆) 이렇게 세 명의 정승 뿐이다.
은거당은 일제 강점기 이후 한반도가 남과 북으로 나뉘었을 당시, 38도선 이북에 위치하여 북쪽에 있었으나, 6.25 한국전쟁 중에 남쪽으로 다시 위치하게 되었다. 그러나 6.25 한국전쟁 중에 은거당을 비롯한 모든 건물들은 소실되어 지금은 그 집 터만 남아있는데, 은거당은 그 규모가 크고 방이 많아서, 전쟁 중에 영국군의 야전본부로 사용되기도 했다 한다. 은거당에는 신라시대 때 만들어졌다는 거문고를 비롯하여, 수 많은 서책과 서화, 그리고 각종 의복과 장신구 등을 비롯하여 역사적으로 진귀한 물품들이 가득했었는데, 38도선으로 인해 은거당이 북쪽으로 위치 했었기에 이곳에 소장되어있던 많은 유물들이 북한의 박물관으로 이전 되었지 않나 하는 생각을 해 본다.
참고로 미수(眉叟) 허목(許穆)이 안영(晏嬰)의 이야기를 인용하여 숙종대왕에게 올린 상소의 일부분을 싣는다.
"옛날에 안영(晏嬰)이 진나라로 사신 간 사이 경공(춘추시대 제나라의 군주)이 그의 집을 다시 지어 주었는데, 안영이 돌아왔을 때에는 집이 이미 완성되어 있었습니다. 안영이 복명(명령을 받아 처리한 일에 대해 그 결과를 보고하는 것)하고 나서, 그 집을 허물었습니다. 지금 성상께서 신(臣)을 귀히 여기시고 총애하시는 것이 경공이 안영을 대한 것보다 못하지 않으신데, 신이 전하께 보답하는 것은 안영에 미치지 못합니다. 신이 안영보다 못하면서 안영이 헐었던 집을 편안히 여긴다면 마음이 부끄럽지 않겠습니까? 부디 어명을 거두어 주십시오."
미수 허목(許穆)은 남인(南人)의 영수로서 조선 중기의 대학자이다. 과거를 거치지 않고 조선 최고의 관직인 정승에 올랐으며, 조선 500년 동안 문과 출신이 아닌 사람이 기로소(耆老所)에 들어간 사람은 허목(許穆) 한 사람뿐이다.